# Édouard Levé
Édouard Levé escriptor, artista i fotògraf francès nascut l'1 de gener de 1965 i mort el 15 d'octubre de 2007 a París.

## Biografia
Artista marcat per la sofrença del desdoblament, col·loca aquest trastorn en el centre de la seva obra. Al començament molt conceptual, va posar fi a la seva carrera de pintor abstracte ("he cremat quasi totes les meves teles"), i es llança dins la fotografia a color, feta en interiors, amb models vestits amb roba de carrer, amb positures que tenen relació amb un esport (Rugbi) o una activitat (Pornografia).
L'escriptura d'Édouard Levé es caracteritza per la seva sobrietat, desempellagada del "pathos", en llibres en què el lector ha de reconstituir una continuïtat. El seu darrer manuscrit, Suicide, el va enviar al seu editor tres dies abans de suïcidar-se.

## Anècdotes
Édouard Levé realitzà una sèrie de fotografies sobre un poble del Périgord anomenat Angoise (Angoixa). En va fer un llibre de fotografies. "L'Angoixa no té cara, però la trobem a tot arreu. Simplement, aquí, duia el seu nom." 
Feu un viatge sol als Estats Units amb la finalitat de fer un treball fotogràfic sobre rares ciutats homònimes: Bagdad, Amsterdam, Roma, París…

## La seva obra

### Llibres
- 2002 : Oeuvres, P.O.L.
- 2004 : Journal, P.O.L.
- 2005 : Autoportrait, P.O.L.
- 2008 : Suicide, P.O.L. Versió en català de Marta Marfany: Suïcidi, El Gall Editor, 2018.

### Llibres de fotografies
- 2002 : Angoisse, Philéas Fogg
- 2003 : Reconstitutions, Philéas Fog
- 2006 : Fictions, P.O.L.